# Giuseppe Mercalli

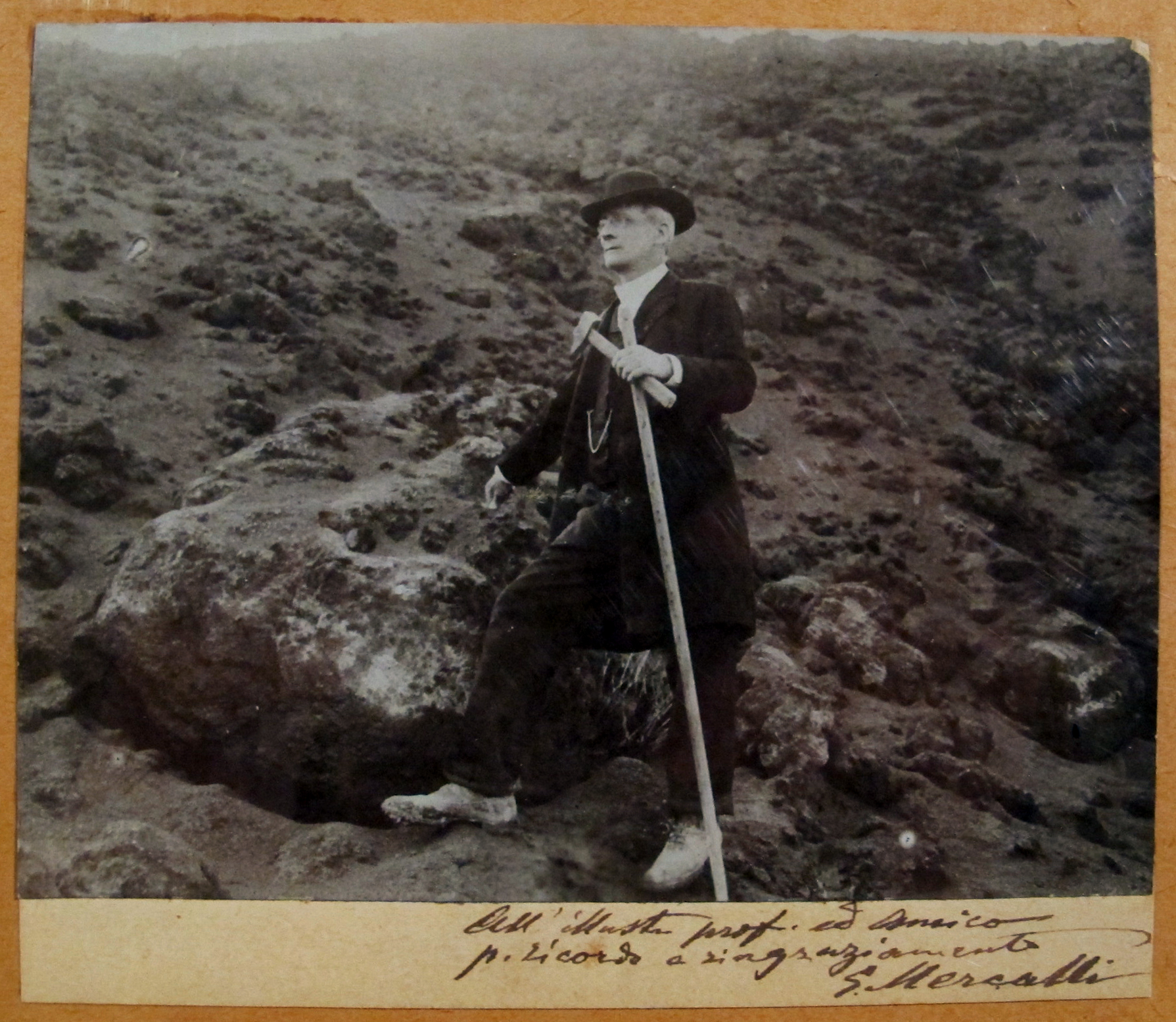
Mercalli op de hellingen van de Vesuvius, rond 1900

Giuseppe Mercalli (Milaan, 21 mei 1850 – Napels, 20 maart 1914) was een Italiaans priester, vulkanoloog en seismoloog. Hij is bekend om zijn onderzoek naar aardbevingen en om zijn schaal van Mercalli voor aardbevingen.

## Biografie
Mercalli werd in 1872 priester gewijd om abt te worden. Naast zijn werk voor de Kerk studeerde hij vanaf dat moment natuurlijke historie aan het seminarie van Milaan, waar hij les kreeg van Antonio Stoppani. Hij ging daarna in dit vakgebied les geven aan het seminarie van Milaan. Vanaf 1880 onderzocht hij de glaciale afzettingen in de Alpen.
Vanwege zijn steun aan een plan voor een nationaal monument voor de filosoof Antonio Rosmini verdacht de Italiaanse regering hem van liberale sympathieën. Daarom werd hij overgeplaatst naar Domodossola; en in 1885 naar Reggio Calabria, waar hij hoogleraar in de geologie en mineralogie werd aan de Università di Catania. In 1892 vertrok hij naar Napels waar hij dezelfde leerstoel bekleedde aan de universiteit van die stad. In 1911 werd Mercalli daarnaast directeur van het observatorium van de Vesuvius. Hij ontwikkelde een nauwkeurig registratiesysteem voor de lichte aardbevingen die voorafgaan aan een vulkanische uitbarsting.

## Werk
Mercalli is het bekendst vanwege de schaal van Mercalli voor aardbevingen. In tegenstelling tot de schaal van Richter, die de vrijgekomen seismische energie meet, worden aardbevingen in de schaal van Mercalli gerangschikt op de hoeveelheid schade die ze veroorzaken. De schaal is daarom alleen praktisch bij aardbevingen in dichtbevolkte gebieden. Mercalli maakte ook de eerste seismologische kaart van Italië en is de naamgever van het syndroom van Mercalli, de onverklaarde nervositeit bij dieren vooraf aan een aardbeving.
Onder Mercalli's leerlingen bevonden zich Giuseppe Moscati en Achille Ratti (de latere paus Pius XI).
- Bibliothèque nationale de France: cb10478350m (data)
- Gemeinsame Normdatei: 1055287280
- International Standard Name Identifier: 0000 0000 7326 2002
- Library of Congress Control Number: n85053287
- Nederlandse Thesaurus van Auteursnamen: 126904995
- Istituto Centrale per il Catalogo Unico: SBLV042187
- SNAC: w60s0kkd
- Système universitaire de documentation: 099110377
- Virtual International Authority File: 77738664
- WorldCat: E39PBJdRBDctb7bK4f3mfVXTpP